# Episodi di Absolutely Fabulous (quinta stagione)
Questa voce contiene trame, dettagli e crediti dei registi e degli sceneggiatori della quinta stagione della serie televisiva Absolutely Fabulous
In Gran Bretagna, la serie è stata trasmessa dalla BBC dal 17 ottobre al 24 dicembre 2003.
| n° | Titolo originale                           | Titolo italiano | Prima TV UK      | Prima TV Italia |
| -- | ------------------------------------------ | --------------- | ---------------- | --------------- |
| 1  | Cleanin'                                   |                 | 17 ottobre 2003  |                 |
| 2  | Book Clubbin'                              |                 | 24 ottobre 2003  |                 |
| 3  | Panickin'                                  | Panico          | 31 ottobre 2003  |                 |
| 4  | Huntin' Shootin' & Fishin'                 |                 | 7 novembre 2003  |                 |
| 5  | Birthin'                                   |                 | 14 novembre 2003 |                 |
| 6  | Schmoozin'                                 |                 | 28 novembre 2003 |                 |
| 7  | Exploitin'                                 |                 | 5 dicembre 2003  |                 |
| 8  | Cold Turkey (titolo alternativo: Drinkin') |                 | 24 dicembre 2003 |                 |